# Lech Furmaniuk
Lech Furmaniuk – polski fizjoterapeuta, doktor nauk o kulturze fizycznej, były trener polskiej kadry narodowej rugby na wózkach. 
Był regionalnym koordynatorem Fundacji Aktywnej Rehabilitacji, z którą współpracował od 2000. Doktoryzował się na podstawie pracy Rola mechanizmów kompensacyjnych w rehabilitacji osób po urazie rdzenia w odcinku szyjnym (2010). Został adiunktem w Katedrze Rehabilitacji Narządu Ruchu Zakładu Kinezyterapii Akademii Wychowania Fizycznego w Poznaniu, gdzie wykłada. Prowadził aktywną rehabilitację osób z urazami rdzenia kręgowego, w tym specjalistyczne obozy czy kursy nurkowania. Prowadzi też własną praktykę fizjoterapeutyczną i zajęcia terapeutyczne przeznaczone dla dzieci oraz dorosłych z deficytem neurologicznym. W swojej praktyce wykorzystuje metodę Bobath.
W latach 2004–2006 był trenerem polskiej narodowej kadry rugby na wózkach, prowadził też międzynarodową drużynę X Team w tej samej konkurencji i poznańską drużynę rugby na wózkach Piecobiogaz (od 2001). Z tą ostatnią zdobył dwukrotnie mistrzostwo Polski Polskiej Ligi Rugby na Wózkach.

## Rodzina
Ma małżonkę Annę oraz troje dzieci.